# Salomeus arubae
Salomeus arubae är en kräftdjursart. Salomeus arubae ingår i släktet Salomeus och familjen Alpheidae. Inga underarter finns listade i Catalogue of Life.